# Roberto Tricella
Roberto Tricella (Cernusco sul Naviglio, 1959. március 18. –) olasz válogatott labdarúgó.

## Pályafutása

### Klubcsapatban
A Milánóhoz közeli Cernusco sul Naviglióban született. Pályafutását az Internazionale csapatában kezdte 1977-ben és itt mutatkozott be a Serie A-ben. Az Interrel megnyerte az 1978-as olasz kupát. Ezt követően a Serie B-ben szereplő Hellas Verona csapatához igazolt. Előbb feljutottak az első osztályba, majd kivette részét a klub történetének első bajnoki címéből, amit az 1984–85-ös szezonban értek el. 1987-ben a Juventushoz igazolt Gaetano Scirea helyettesítésére. Az 1989–90-es idényben Dino Zoff edzősködése alatt megnyerte az olasz kupát és az UEFA-kupát.

### A válogatottban
1984 és 1987 között 11 alkalommal szerepelt az olasz válogatottban. Tagja volt az 1984. évi nyári olimpiai játékokon részt vevő válogatott keretének, mellyel a negyedik helyen végeztek. Részt vett az 1986-os világbajnokságon, de nem lépett pályára egyetlen mérkőzésen sem.

## Sikerei, díjai
Internazionale
- Olasz kupa (1): 1977–78

Hellas Verona
- Serie B (1): 1981–82
- Olasz bajnok (1): 1984–85

Juventus
- Olasz kupa (1): 1989–90
- UEFA-kupa (1): 1989–90

## Külső hivatkozások
- Roberto Tricella – a FIFA adatbázisában
- Roberto Tricella adatlapja a National-Football-Teams.com oldalon (angolul)

- Roberto Tricella (angol nyelven). FootballDatabase.eu
- Roberto Tricella (angol nyelven). eu-football.info
- Roberto Tricella (olasz nyelven). figc.it, FIGC. [2018. július 18-i dátummal az eredetiből archiválva]. (Hozzáférés: 2018. július 18.)